# Eburodacrys curialis
Eburodacrys curialis là một loài bọ cánh cứng trong họ Cerambycidae.